# محمد گلیار
محمد گلیار (۳ شهریور ۱۳۲۱، قم) معمار ایرانی و چهره ماندگار کشور (منتخب ۱۳۸۷) است.

## زندگی
گلیار در مدارس قاضی سعید و صنایی به مدت ۳ سال تحصیل کرده و بعد ترک تحصیل نمود. در دوران نوجوانی علاقهٔ زیادی به معماری بومی (سنتی) ایران داشته که همین علاقه باعث می‌شود شروع به تمرین و خط کشیدن و طراحی در این زمینه می‌کند. به گفته خود، استادش، طرح و معماری زیبای مسجد جامع قم است که در دوره نوجوانی هر روز با نگاه کردن به ایوان و مقرنس‌های این مسجد شروع به تمرین در زمینه طراحی معماری ایرانی کرده‌است. وی از سن ۱۸ سالگی به صورت حرفه‌ای کار طراحی و معماری را آغاز کرده‌است که حاصل آن آثاری در ایران و کشورهای دیگر است.
استاد محمد گلیار در طول زندگی خود شاگردانی به دنیای هنر و معماری ایرانی معرفی کردن از جمله آقایان مهندس کامبیز وخشورزاده آقای باقر علیزاده مهندس امیر حسین خادمی فر مهندس محمد رضا گلیار (برادرزاده)
1. طراحی و نظارت مسجد امام حسن عسگری، چهار راه بازار قم
2. طراحی و نظارت مدرسه دارالشفاء، قم
3. طراحی و نظارت مجتمع فرهنگی و مدرسه علمیه امام کاظم (ع)، بلوار معلم قم
4. طراحی و نظارت بزرگ مدرسه معصومیه قم، واقع در تقاطع بلوار امین و خیابان جمهوری
5. طراحی و نظارت مسجد چهارده معصوم واقع در عوارضی قم تهران
6. طراحی و نظارت مرکز فقهی ائمه اطهار، میدان معلم قم
7. طراحی و نظارت مسجد الغدیر، بلوار امین قم
8. طراحی و نظارت مسجد ولی عصر تهران، میدان ولی عصر
9. طراحی و نظارت طرح توسعه حرم شاه عبدالعظیم حسنی شهرری
10. طراحی چندین مسجد در کشورهای خارجی از جمله مسجد انور در آفریقا و یوگسلاوی و پاکستان
11. طراحی و نظارت حرم حضرت رقیه در دمشق
12. مرمت ایوان اتابکی در حرم حضرت معصومه روبروی ایوان آینه، قم
13. مرمت و بازسازی مناره‌های روی ایوان آینه حرم حضرت معصومه در قم
14. طراحی و نظارت توسعه دور ضریح مطهر حضرت معصومه
15. پارکینگ طبقاتی ترمینال مهرآباد

در سال ۱۳۸۷ او را به عنوان چهره ماندگار معماری سنتی برگزیدند.